# Torre de Portals Vells
Torre de Portals Vells  es una torre defensiva situada en el municipio de Calviá

## Historia
Las diversas fuentes sitúan su construcción en 1584. Están documentados los guardas en 1597, el 1693 y el 1701. En 1794 la torre necesitaba reparar la explanada superior y la cubierta del porche, y también necesitaba una escalera de mano para subir a la planta superior. En 1825 aún conserva un cañón, que permaneció hasta 1867. La torre fue subastada, estando en mal estado, en 1876.
Esta torre se encuentra situada a unos 25 m sobre el nivel del mar en la parte oriental del municipio de Calviá, entre las torres de Cala Figuera al sur y la de La Porraza al norte.
En el caso de Calviá, las torres controlarían, cada una de ellas, una franja costera de unos 22,5 km y, entre torre y torre, hay una distancia máxima de 4,5 km. Como sucede con la zona próxima a Santa Ponsa, en esta franja comprendida entre Cala Figuera y Portals Vells, como hay más lugares de desembarque o fondeo la distancia entre las torres se reduce a unos 2 o 3 km entre ellas con el fin de ejercer una mayor vigilancia y control de estos lugares de desembarque o fondeo.

## Descripción
Se trata de una torre de defensa de planta cilíndrica, situada junto a un cortado, a 25 m sobre el nivel de mar.
Tiene una base maciza y una cámara principal a cuatro metros de altura, a la que se accede a través de un portal con dintel de piedra no escuadrada, situado en el lado de tierra.
La bóveda de la cámara es esférica y el pavimento parece que era de piedra arenisca. Tiene una escalera de caracol a la derecha de la entrada que da acceso a la planta superior.
La torre está construida con mampostería en verde de piedra y guijarros, con mortero de tierra y cal. La plataforma superior contaba, en la parte que mira al mar, con dos troneras; y junto a tierra dos aspilleras y un hueco para el matacán, con tres ménsulas, que defendía la puerta. Esta parte del murete más alta servía de soporte a la estructura de una cubierta de tejas o ramas, según la época, que configuraban un pequeño porche donde se guardaban pólvora y armas. Actualmente resto parte de las ménsulas del matacán.

## Estado de conservación
El estado de conservación tipológico es bueno, en el sentido de que no se observan añadidos de épocas recientes, si bien es cierto que se han perdido algunos elementos, sobre todo de la parte superior de la torre.
El estado de conservación físico de la torre es deficiente en el sentido de que se han perdido los remates superiores, y parte del matacán, aunque de la parte que queda en pie, el estado de conservación es regular.
Desde el exterior, y con respecto a los paramentos verticales de la torre, se observa que se han perdido una parte importante de los revestimientos. Las zonas más afectadas se localizan en la vertiente de la torre que mira al mar, con pérdida total del revestimientos y con la mampostería totalmente desprotegida, lo que acelera su deterioro en contar con muchas vías de penetración del agua.
En la parte superior se constata la pérdida de bloques y de masa pétrea, que pueden dar lugar a su derribo parcial.
En la base de la torre se observa el crecimiento de una abundante vegetación, en su mayoría especies invasoras tipo carpobrotus, extendida en una superficie muy amplia de su perímetro. Aun así, también existen plantas ornamentales (césped) plantadas intencionadamente dentro de la misma área. Esta vegetación ha arraigado dentro las estructuras ejerciendo acciones mecánicas muy perjudiciales para la estabilidad de las fábricas, las cuales son motivo de otras alteraciones que se observan en la torre, como son disgregaciones y fisuras de las fábricas.
Se observa en la base de la torre una caja de conexiones eléctricas adherida con cemento y crampones de acero inoxidable.
En cuanto al estado de conservación del entorno, hay que referirse, por un lado, a la posibilidad de conexión visual de esta torre con las sucesivas. Esta posibilidad ha perdurado hasta la actualidad. En cuanto al entorno inmediato del bien, este se encuentra ajardinado, y es aceptable, a no ser por una piscina de reciente construcción, que se sitúa muy próxima a la torre, encima del cortado hacia el lado del mar. Este elemento de nueva construcción distorsiona el entorno inmediato del bien.